# Xherdan Shaqiri
Xherdan Shaqiri (Gjilan, Jugoszlávia, 1991. október 10. –) koszovói származású svájci labdarúgó, a Basel játékosa.

## Pályafutása

### FC Basel
Shaqiri ifistaként a SV Augst és az FC Basel korosztályos csapataiban játszott. A Basel ifjúsági játékosként vett részt a 2007-es Nike Cup-on, ahol kiérdemelte a torna legjobb játékosának járó díjat. Két éven át a svájci harmadosztályban a FC Basel tartalékegyüttesében játszott, ahol 19 mérkőzésen 8 gólt szerzett.
2009. január 2-án írta alá élete első profi szerződését. Az első csapatban 2009. július 12-én, csereként debütált az FC St. Gallen ellen 3–1-re megnyert szezonnyitó meccsen. Élete első felnőtt gólját a Neuchâtel Xamax ellen 4–1-re megnyert hazai mérkőzésen szerezte. A 2009-10-es szezon végére mind a bajnokságot, mind a kupát megnyerte a Basellel.
A 2010-11-es szezonban csapatának sikerült megvédenie bajoki címét. 2011. december 7-én két gólpasszt adott a Manchester United elleni BL-meccsen, amelyet csapata 2–1-re meg is nyert, továbbjutva ezzel a Bajnokok Ligája csoportköréből.
A 2011–12-es szezonban Shaqirinek a Basellel második alkalommal sikerült a "duplázás", tehát a bajnokságot és a kupát is megnyerte csapata.

### Bayern München

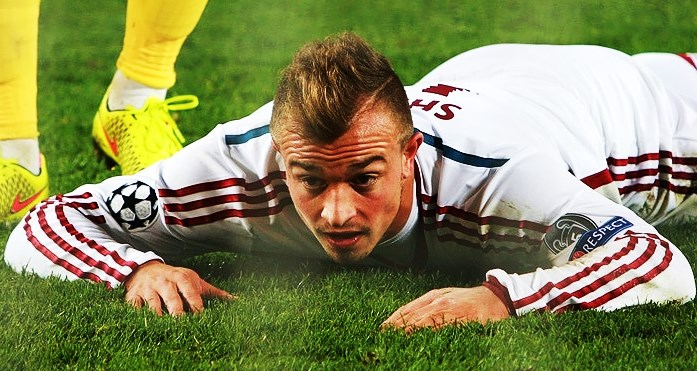
Shaqiri a CSZKA Moszkva elleni Bajnokok Ligája mérkőzésen

2012 nyarán 11.6 millió euróért vásárolta meg a Bayern München. Négy évre szóló szerződést írt alá.
Július 10-én az alacsonyabb osztályú Unterhaching elleni barátságos mérkőzésen mutatkozott be új csapatában, amit 1–0 arányban nyertek meg. Első tétmérkőzése a szintén alacsonyabb osztályú Regensburg elleni Német Kupa meccs volt. Shaqiri a félidőben állt be, és ő szerezte a második gólt. Csapata 4–0-ra nyert. A Bajnokok Ligája csoportkörének utolsó mérkőzésén, amikor már biztos volt a München továbbjutása, a BATE Boriszov-ot 4–1-re legyőzték. Ő maga is betalált, a 65. percben, csapata harmadik gólját szerezte. Később a mérkőzés legjobbjának választották.
A bajnokságban is megszerezte első gólját, ő egyenlített a Borussia Mönchengladbach elleni 1–1-re végződő mérkőzésen. Bajnoki mérkőzésen betalált még a Hamburg, a Nürnberg, és az Augsburg ellen is, a bajnokságot utcahosszal megnyerték. A kupában is gólt szerzett utóbbi együttes ellen, majd a Wolfsburg 6–1-es kiütéséből is kivette a részét, ő szerezte a harmadik gólt. Ezzel bejutottak a döntőbe, amit meg is nyertek 3–2-re. A Bajnokok Ligája fináléjába is bejutottak, bár Shaqiri nem lépett pályára, a Bayern 2–1-re legyőzte a Borussia Dortmundot, így a svájci szélső első évében "triplázni" tudott csapatával.
A következő évben Pep Guardiola vette át a csapat irányítását, Shaqiri 27 mérkőzésen 7 gólt szerzett a szezonban. Viszont az ezt követő szezonban, bár gólt lőtt az AS Roma ellen (7–1), többek között sérülése miatt is mindössze 9 bajnoki meccsen lépett pályára, távozott.

### Internazionale
Bár lehetett hallani a Manchester United, a Liverpool, a Tottenham, a Juventus, és az Atlético Madrid érdeklődéséről is, végül az Interben kötött ki. 11.3 millió fontot fizettek érte, négy és fél éves szerződést írt alá.
Először a Sampdoria elleni kupameccsen játszott kezdőként, és Lukas Podolski passzából első gólját is megszerezte a 2–0-ra végződő mérkőzésen, és ezzel bejutottak a negyeddöntőbe. A szezon végére 15 bajnokin 1 gólt lőtt és 2 gólpasszt osztott ki. Nem vált meghatározó játékossá, ráadásul a Borussia Dortmund, a Wolfsburg és a Stoke City is érdeklődött iránta.

### Stoke City
Amikor először ajánlatot tettek érte az Internek, Shaqiri nem adott választ az angol klub megkeresésére. Nagyjából egy hónap múlva aztán mégis bejelentették, hogy Xherdan Shaqiri a Stoke City csapatához igazolt. Méghozzá klubrekordot jelentő 12 millió fontot fizettek ki érte, és  ötéves szerződést kötöttek vele.
A Norwich City elleni 1–1-es meccsen mutatkozott be, egyből kezdőként, és egy gólpasszt is kiosztott. Egy szabadrúgást ívelt be, amit Mame Biram Diouf fejelt a kapuba. Ezt követően sokáig semmi, a Manchester City ellen viszont mindkét gólt ő készítette elő Marko Arnautovićnak. Első, sőt második gólját is az Everton elleni  győzelem  alkalmával szerezte 2015. december 28.-án.

### Liverpool
2018 nyarán a Stoke kiesett az élvonalból, Shaqiri pedig távozott a csapattól és 13, 5 millió euróért a Liverpoolhoz írt alá.

### Lyon
2021. augusztus 23-án jelentették be, hogy a francia Olympique Lyonnais játékosa lesz, miután átesik az orvosi vizsgálatokon.

### Chicago Fire
2022. február 9-én az amerikai Chicago Fire csapatába igazolt három évre. 2024. augusztus 14-én kölcsönösen megállapodott a klubbal, hogy felbontják szerződését.

### Ismét Basel
2024. augusztus 16-án három évre szóló szerződést ír alá a Basel csapatával.

### A válogatottban

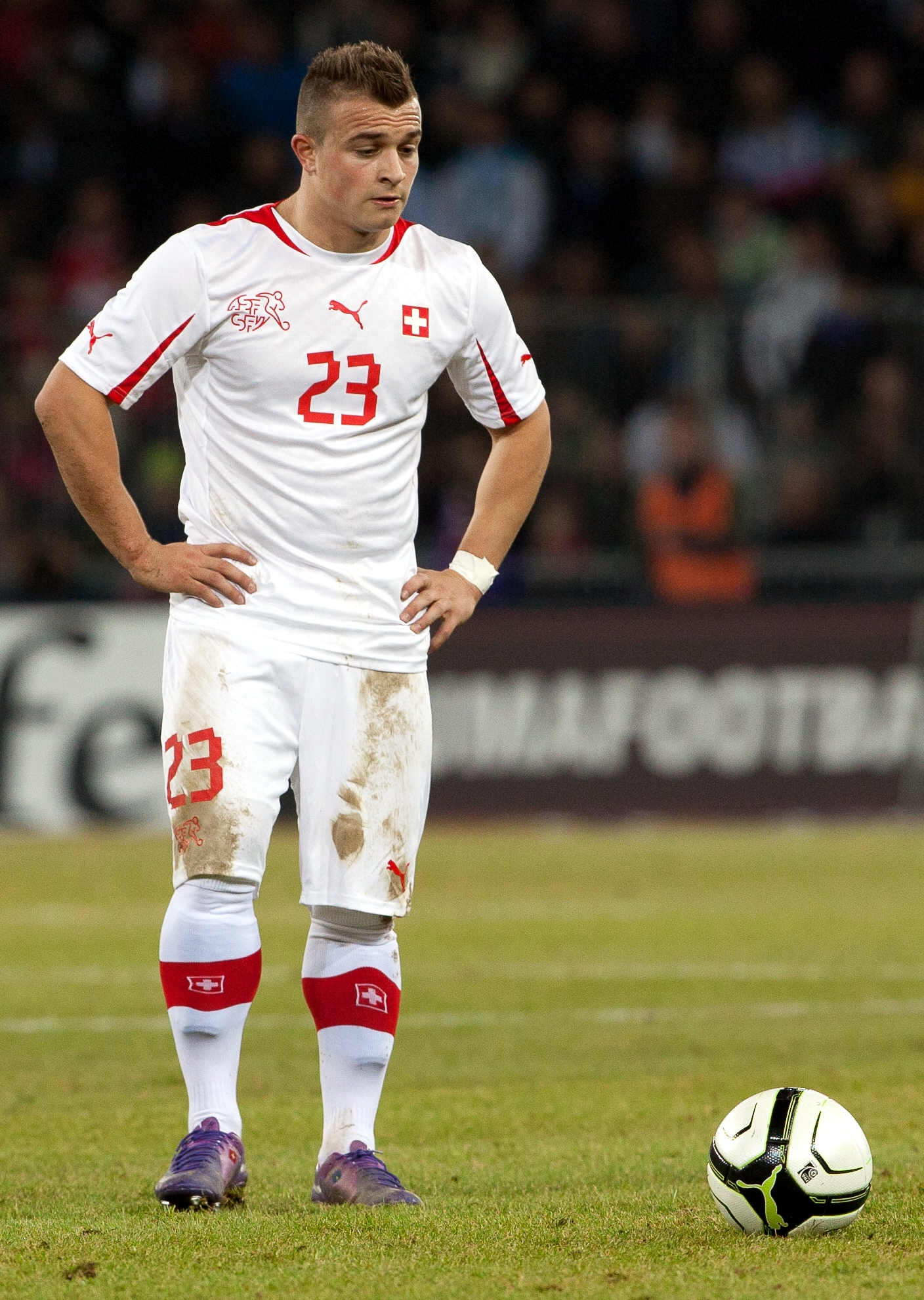

2010. március 3-án, egy 3–1-re elveszített barátságos mérkőzésen debütált a svájci felnőtt válogatottban Uruguay ellen. A dél-afrikai világbajnokságon 12 percnyi játékidőt kapott a szövetségi kapitánytól, Ottmar Hitzfeldtől – azt is a Honduras elleni utolsó csoportmeccs 78. percében. Első gólját egy Anglia ellen 3–1-re elveszített Eb-selejtezőn szerezte 2010. szeptember 7-én. Szinte pontosan egy évvel első válogatottbeli gólját követően, 2011. szeptember 6-án a Bulgária elleni 3–1-re megnyert Eb-selejtezőn klasszikus mesterhármast ért el.
Shaqiri a 2014-es világbajnokságon is részt vett. Első meccsük Ecuador ellen volt a csoportkörben, 2–1-re nyertek, Shaqirit a mérkőzés legjobbjának választották. A Honduras elleni 3–0-s mérkőzés mindhárom gólját ő szerezte, és ismét ő lett a meccs legjobbja. Első gólja különösen szép volt, a tizenhatoson kívülről vágta a labdát a felső sarokba. Bejutottak a nyolcaddöntőbe, azonban Argentína ellen 1–0-s vereséget szenvedtek és kiestek.
A 2016-os Európa-bajnokság selejtezőin a svájci válogatott házi gólkirálya lett 4 találatával. A Litvánia elleni hazai meccsen  (4–0) két gólt szerzett, az egyiket sarokkal. Litvánia ellen idegenben (2–1) is betalált, a 84. percben az ő góljával nyerték meg a mérkőzést.
2024. június 7-én bekerült Murat Yakın szövetségi kapitány 26 fős keretébe, akik utaznak az Európa-bajnokságra.

## Statisztika

### Klubcsapatokban
Legutóbb frissítve: 2021. május 16-án lett.
| Klub           | Idény          | Liga               | Liga       | Liga  | Nemzeti kupa | Nemzeti kupa | Ligakupa   | Ligakupa | Nemzetközi kupa | Nemzetközi kupa | Egyéb      | Egyéb | Összesen   | Összesen |
| Klub           | Idény          | Bajnokság          | Mérkőzések | Gólok | Mérkőzések   | Gólok        | Mérkőzések | Gólok    | Mérkőzések      | Gólok           | Mérkőzések | Gólok | Mérkőzések | Gólok    |
| -------------- | -------------- | ------------------ | ---------- | ----- | ------------ | ------------ | ---------- | -------- | --------------- | --------------- | ---------- | ----- | ---------- | -------- |
| Basel II       | 2007–08        | Swiss 1. Liga      | 2          | 0     | —            | —            | —          | —        | —               | —               | —          | —     | 2          | 0        |
| Basel II       | 2008–09        | Swiss 1. Liga      | 17         | 8     | —            | —            | —          | —        | —               | —               | —          | —     | 17         | 8        |
| Basel II       | Összesen       | Összesen           | 19         | 8     | —            | —            | —          | —        | —               | —               | —          | —     | 19         | 8        |
| Basel          | 2009–10        | Swiss Super League | 32         | 4     | 5            | 1            | —          | —        | 10              | 2               | —          | —     | 47         | 7        |
| Basel          | 2010–11        | Swiss Super League | 29         | 5     | 2            | 0            | —          | —        | 11              | 2               | —          | —     | 42         | 7        |
| Basel          | 2011–12        | Swiss Super League | 31         | 9     | 4            | 0            | —          | —        | 6               | 0               | —          | —     | 41         | 9        |
| Basel          | Összesen       | Összesen           | 92         | 18    | 11           | 1            | —          | —        | 27              | 4               | —          | —     | 130        | 23       |
| Bayern München | 2012–13        | Bundesliga         | 26         | 4     | 5            | 3            | —          | —        | 7               | 1               | 1          | 0     | 39         | 8        |
| Bayern München | 2013–14        | Bundesliga         | 17         | 6     | 3            | 1            | —          | —        | 4               | 0               | 3          | 0     | 27         | 7        |
| Bayern München | 2014–15        | Bundesliga         | 9          | 1     | 1            | 0            | —          | —        | 4               | 1               | 1          | 0     | 15         | 2        |
| Bayern München | Összesen       | Összesen           | 52         | 11    | 9            | 4            | —          | —        | 15              | 2               | 5          | 0     | 81         | 17       |
| Internazionale | 2014–15        | Serie A            | 15         | 1     | 2            | 1            | —          | —        | 3               | 1               | —          | —     | 20         | 3        |
| Stoke City     | 2015–16        | Premier League     | 27         | 3     | 1            | 0            | 4          | 0        | —               | —               | —          | —     | 32         | 3        |
| Stoke City     | 2016–17        | Premier League     | 21         | 4     | 1            | 0            | 0          | 0        | —               | —               | —          | —     | 22         | 4        |
| Stoke City     | 2017–18        | Premier League     | 36         | 8     | 1            | 0            | 1          | 0        | —               | —               | —          | —     | 38         | 8        |
| Stoke City     | Összesen       | Összesen           | 84         | 15    | 3            | 0            | 5          | 0        | —               | —               | —          | —     | 92         | 15       |
| Liverpool      | 2018–19        | Premier League     | 24         | 6     | 1            | 0            | 1          | 0        | 4               | 0               | —          | —     | 30         | 6        |
| Liverpool      | 2019–20        | Premier League     | 7          | 1     | 0            | 0            | 0          | 0        | 1               | 0               | 3          | 0     | 11         | 1        |
| Liverpool      | 2020–21        | Premier League     | 14         | 0     | 2            | 0            | 1          | 1        | 5               | 0               | 0          | 0     | 22         | 1        |
| Liverpool      | Összesen       | Összesen           | 45         | 7     | 3            | 0            | 2          | 1        | 10              | 0               | 3          | 0     | 63         | 8        |
| Teljes karrier | Teljes karrier | Teljes karrier     | 307        | 60    | 28           | 6            | 7          | 1        | 55              | 7               | 8          | 0     | 405        | 74       |

1. ↑  Magában foglalja a Svájci kupán, a Német kupán, az Olasz kupán és az  FA-kupán való pályára lépéseit is.
2. ↑  Magában foglalja a Angol ligakupán való pályára lépéseit.
3. 1 2  Pályára lépése az Európa-ligában.
4. ↑  Tíz pályára lépése és két gólja a  Bajnokok ligájában, egy pályára lépése  az Európa-ligában.
5. 1 2 3 4 5 6  Pályára lépései a Bajnokok ligájában.
6. 1 2  Pályára lépése a Német szuperkupán.
7. ↑  Három pályára lépése a Bajnokok ligájában, egy pályára lépése a Európai szuperkupán
8. ↑  Egy pályára lépése a Német szuperkupán, két pályára lépese a Klubvilágbajnokság.
9. ↑  Egy pályára lépése az Angol szuperkupán, két pályára lépese a Klubvilágbajnokság.

### A válogatottban
Legutóbb frissítve: 2021. június 12-én lett.
| Nemzeti csapat | Évek     | Pályára lépések | Gólok |
| -------------- | -------- | --------------- | ----- |
| Svájc          | 2010     | 9               | 1     |
| Svájc          | 2011     | 8               | 3     |
| Svájc          | 2012     | 7               | 3     |
| Svájc          | 2013     | 6               | 1     |
| Svájc          | 2014     | 12              | 7     |
| Svájc          | 2015     | 9               | 2     |
| Svájc          | 2016     | 8               | 1     |
| Svájc          | 2017     | 9               | 2     |
| Svájc          | 2018     | 12              | 2     |
| Svájc          | 2019     | 2               | 0     |
| Svájc          | 2020     | 4               | 0     |
| Svájc          | 2021     | 14              | 4     |
| Összesen       | Összesen | 100             | 26    |

### Válogatott góljai
Legutóbb frissítve:2021. március 28-án lett.
| #  | Dátum                | Helyszín                                              | Ellenfél         | Gólja | Végeredmény | Kiírás                           |
| -- | -------------------- | ----------------------------------------------------- | ---------------- | ----- | ----------- | -------------------------------- |
| 1  | 2010. szeptember 7.  | St. Jakob-Park, Bázel, Svájc                          | Anglia           | 1–2   | 1–3         | Európa-bajnokság-selejzető       |
| 2  | 2011. szeptember 6.  | St. Jakob-Park, Bázel, Svájc                          | Bulgária         | 1–1   | 3–1         | Európa-bajnokság-selejzető       |
| 3  | 2011. szeptember 6.  | St. Jakob-Park, Bázel, Svájc                          | Bulgária         | 2–1   | 3–1         | Európa-bajnokság-selejzető       |
| 4  | 2011. szeptember 6.  | St. Jakob-Park, Bázel, Svájc                          | Bulgária         | 3–1   | 3–1         | Európa-bajnokság-selejzető       |
| 5  | 2012. február 29.    | Stade de Suisse, Bern, Svájc                          | Argentína        | 1–1   | 1–3         | Barátságos                       |
| 6  | 2012. szeptember 11. | Swissporarena, Luzern, Svájc                          | Albánia          | 2–0   | 2–0         | Világbajnokság-selejtező         |
| 7  | 2012. november 14.   | Stade Olympique de Sousse, Szúsza, Tunézia            | Tunézia          | 2–1   | 2–1         | Barátságos                       |
| 8  | 2013. október 11.    | Qemal Stafa Stadium, Tirana, Albánia                  | Albánia          | 1–0   | 2–1         | Világbajnokság-selejtező         |
| 9  | 2014. június 3.      | Swissporarena, Luzern, Svájc                          | Peru             | 2–0   | 2–0         | Barátságos                       |
| 10 | 2014. június 25.     | Arena da Amazônia, Manaus, Brazília                   | Honduras         | 1–0   | 3–0         | Világbajnokság                   |
| 11 | 2014. június 25.     | Arena da Amazônia, Manaus, Brazília                   | Honduras         | 2–0   | 3–0         | Világbajnokság                   |
| 12 | 2014. június 25.     | Arena da Amazônia, Manaus, Brazília                   | Honduras         | 3–0   | 3–0         | Világbajnokság                   |
| 13 | 2014. október 14.    | Olimpiai Stadion, Serravalle, San Marino              | San Marino       | 4–0   | 4–0         | Európa-bajnokság-selejzető       |
| 14 | 2014. november 15    | AFG Arena, St. Gallen, Svájc                          | Litvánia         | 3–0   | 4–0         | Európa-bajnokság-selejzető       |
| 15 | 2014. november 15    | AFG Arena, St. Gallen, Svájc                          | Litvánia         | 4–0   | 4–0         | Európa-bajnokság-selejzető       |
| 16 | 2015. június 10.     | Stockhorn Arena, Thun, Svájc                          | Liechtenstein    | 2–0   | 3–0         | Barátságos                       |
| 17 | 2015. június 14.     | LFF Stadium, Vilnius, Litvánia                        | Litvánia         | 2–1   | 2–1         | Európa-bajnokság-selejzető       |
| 18 | 2016. június 25.     | Stade Geoffroy-Guichard, Saint-Étienne, Franciaország | Lengyelország    | 1–1   | 1–1         | Európa-bajnokság                 |
| 19 | 2017. június 1.      | Stade de la Maladière, Neuchâtel, Svájc               | Fehéroroszország | 1–0   | 1–0         | Barátságos                       |
| 20 | 2017. június 9.      | Tórsvøllur Stadion, Tórshavn, Feröer                  | Feröer           | 2–0   | 2–0         | Világbajnokság-selejtező         |
| 21 | 2018. június 22.     | Kalinyingrád Stadion, Kalinyingrád, Oroszország       | Szerbia          | 2–1   | 2–1         | Világbajnokság                   |
| 22 | 2018. szeptember 8.  | AFG Arena, St. Gallen, Svájc                          | Izland           | 3–0   | 6–0         | Nemzetek Ligája                  |
| 23 | 2021. március 28.    | AFG Arena, St. Gallen, Svájc                          | Litvánia         | 1–0   | 1–0         | 2022-es világbajnokság-selejtező |

## Sikerei, díjai
FC Basel
- Svájci bajnok : 2010, 2011, 2012
- Svájci kupagyőztes: 2010, 2012
- Svájci U-18-as kupagyőztes: 2008

Bayern München
- Német bajnok: 2012–13, 2013–14, 2014–15
- Német kupagyőztes: 2012–13, 2013–14
- Német szuperkupagyőztes : 2012
- Bajnokok ligája győztes: 2012–13
- Európai szuperkupagyőztes: 2013
- Klub-világbajnok: 2013

Liverpool
- Premier League: 2019–20
- Bajnokok ligája győztes : 2019
- Európai szuperkupagyőztes: 2019
- Klub-világbajnok: 2019

## Magánélete
Három testvére van. A FIFA 15 svájci kiadásában ő szerepel Lionel Messi mellett a játék borítóján.